# NGC 1806
NGC 1806 是剑鱼座的一個星系。该星系位于大麦哲伦星系中，由英国天文学家約翰·弗里德里希·威廉·赫歇爾在1836年发现。

## 参考资料

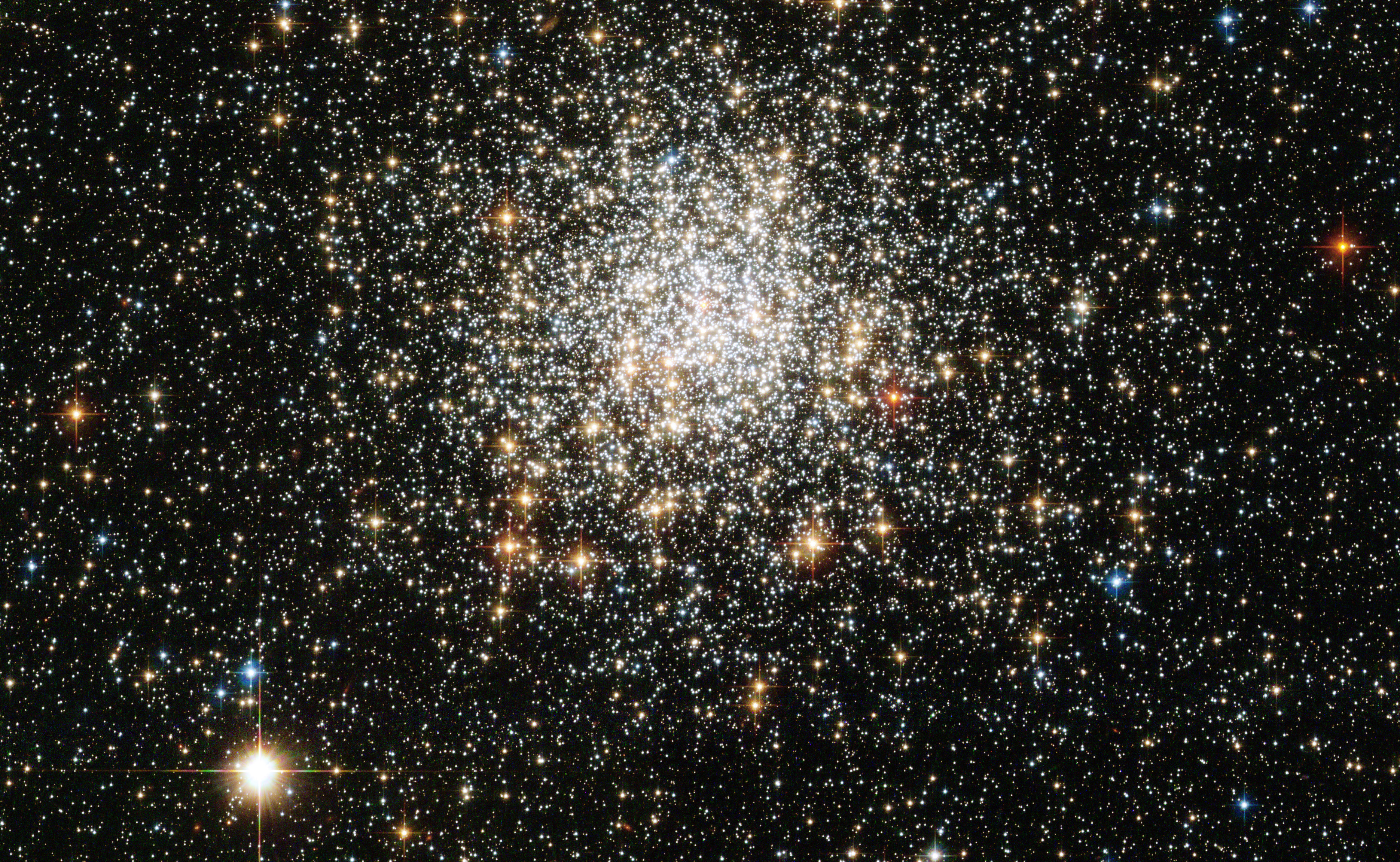
NGC 1806 HST